# Белин, Бруно
Бруно Белин (хорв. Bruno Belin; 16 января 1929, Загреб, Савская бановина — 20 октября 1962, Белград) — югославский и хорватский футболист, игравший на позиции защитника. Брат футболиста Рудольфа Белина. Участник чемпионата мира 1954 года.

## Карьера
Свою футбольную карьеру он начал в молодёжной команде ХАШК, после чего играл за загребский «Металац». После службы в армии в 1951 году он перешел в «Партизан», за который играл до 1962 года. В составе «Партизана» он выиграл чемпионат Югославии в сезоне 1960/1961, а в 1952, 1954 и 1957 годах — Кубок Югославии. Он забил 10 голов в 205 официальных матчах за «Партизан», а в общей сложности сыграл за «Партизан» 463 матча, забив 41 гол. Он считался одним из лучших югославских защитников в то время, когда играл, и особенно отличался техникой, хитростью и хладнокровием в игре.
Сыграл три игры за сборную Югославии «Б» (1950—1955), а затем 25 игр за основную сборную Югославии. Дебютировал за сборную 21 декабря 1952 года в матче против ФРГ (2:3) в Людвигсхафен-ам-Райне, а последний матч за сборную Югославии провёл 31 мая 1959 года против сборной Болгарии (2:0) в Белграде. В 1954 году вошёл в заявку сборной на чемпионат мира, однако на турнире был запасным игроком и на поле не выходил.
Завершив футбольную карьеру, он остался в «Партизане» и начал работать тренером в детско-юношеской школе. 20 октября 1962 года погиб в автокатастрофе на 25-м километре трассы Белград-Загреб вместе с защитником «Партизана» Чедомиром Лазаревичем, пловцом Борисом Шканатой и игроком белградского «Раднички» Владимиром Йосиповичем.
В память о Белине и Лазаревиче, а также о Бранко Надовезе, скончавшемся восемь лет спустя, «Партизан» назвал свою молодежную школу «Белин — Лазаревич — Надовеза».

## Достижения
Партизан
- Чемпион Югославии: 1960/1961
- Обладатель Кубка Югославии: 1952, 1954, 1956/1957